# ماسلنیتسا
ماسلنیتسا (به روسی: Ма́сленица) جشن هفت روزه است که در ماه اسفند (میان پایان ماه فوریه و آغاز ماه مارس) در روسیه و کشورهای اسلاونژاد همانند بلاروس و اوکراین برگزار می‌شود.
ماسلنیتسا ریشه‌های باستانی و غیر مذهبی دارد و تا سده ۱۴ (میلادی) تقریباً همزمان با نوروز ایرانی برگزار می‌شد اما در گذشت زمان با مراسم و باورهای مذهبی کلیسای ارتودوکس آمیخته شد. 
در این جشن، باورمندان مسیحی از خوردن گوشت منع می‌شوند و آخرین هفته‌ای است که می‌توانند فراورده‌های لبنی و تخم مرغ بخورند از همین روی به این جشن، «هفته پنیر» نیز می‌گویند.
ماسلنیتسا از دوشنبه هفته قبل از چله روزه ارتدکس آغاز می‌شود و هر روز هفته تا یکشنبه هفته آتی، آداب و رسوم و برنامه‌های ویژه‌ای دارد. بلافاصله پس از ماسلنیتسا، «روزه داری بزرگ» آغاز می‌شود که طی آن از خوردن گوشت کلیه محصولات حیوانی، موسیقی تند، رقص و پایکوبی منع می‌شوند. روزه بزرگ با عید پاک (ایستر) پایان می‌یابد.
در این روزها به دید و بازدید بزرگ‌ترها می‌روند و «بلینی» خانگی (بلینی نوعی پنکیک نازک است که از غذاهای ملی روسیه محسوب می‌شود و معروف‌ترین نماد این جشن به شمار می‌رود) پخته و می‌خورند.
در ماسلنیتسا رسم است که آدمک‌های چوبی با چهره ای از جنس حصیر به نام «بانو ماسلنیتسا» درست کرده و در روز آخر ماسلنیتسا، آن را آتش می‌زنند. آتش زدن ماسلنیتسا در واقع نماد پایان زمستان است.